# 佐藤摩弥
佐藤 摩弥 （さとう まや、1992年5月16日 - ）は、日本のオートレース選手。埼玉県さいたま市出身。川口オートレース場所属。
愛称はサトマヤ。オートレース転向前は、モトクロスライダーとして活躍した。

## 略歴
モトクロス
- 2005年 - KIDSモトクロス中学生クラスチャンピオン、レディースクラスチャンピオン
- 2007年 - 全日本モトクロス女子選手権シリーズランキング11位（クラブヤマハレーシングチーム鷹）
- 2008年 - 全日本モトクロス女子選手権シリーズランキング7位（クラブヤマハレーシングチーム鷹）
- 2009年 - 全日本モトクロス女子選手権シリーズランキング7位（クラブヤマハレーシングチーム鷹）

オートレース
- 2010年
  - 6月 - 埼玉県立鳩ヶ谷高等学校を中退し、オートレース第31期選手養成所入所試験に合格（坂井宏朱とともに、女子合格者2人のうちの1人）[1]。
- 2011年
  - 7月11日 - 9ヶ月間にわたるオートレース選手養成所での訓練を経て、川口オートレース場でデビューし2着。これにより、実に44年ぶりにオートレースに出場した女性選手となった[2][3]。師匠は吉田幸司。
  - 7月12日 - 第4レースで1着となり、デビュー2戦目で初勝利を挙げた[4][5]。
- 2012年
  - 7月26日 - 蓼科テディベア美術館とスポンサー契約[6][7]。
  - 9月26日 - 山陽オートレース場で開催された「GII・若獅子杯争奪戦」でデビュー初優出を果たすが8着[8]。
  - 12月11日 - 飯塚オートレース場で開催された「第31期新人王決定戦」（普通開催、第11レース）で2回目の優出。残り2周で青山周平に抜かれたものの2着に粘った[9]。
- 2013年
  - 3月18日 - 川口オートレース場で開催された普通開催にて、オートレース史上初の女子選手初優勝の快挙を成し遂げる[10][11][12]。
- 2014年
  - 2月6日 - 川口オートレース場で開催された4地区対抗戦（普通開催）にて通算2度目の優勝[13][14]。
- 2016年
  - 5月29日 - 川口オートレース場で開催された「スポーツニッポン新聞社杯 GII川口記念」（優勝賞金150万円）にて、スタート直後に先手を奪い、最終周回で猛追する中村雅人、黒岩明を振り切って8周回を逃げ切り、2年3ヶ月ぶり通算3度目の優勝。自身初、女子選手史上初となるグレードレース制覇となった[15][16][17]。
  - 7月29日 - JKAより「平成28年度後期適用ランク」が発表され「順位：44」・「ランク：S44」となり自身初のS級に昇格となった[18][19][20]。
- 2017年
  - 7月29日 - 飯塚オートレース場で開催された「チャリロト杯 GI第60回ダイヤモンドレース」の4日目・第5レース・一般戦Aにて、勝利し通算100勝達成した[21][22][23]。
- 2018年
  - 2月9日 - 「第13回さいたま輝き荻野吟子賞」（さわやかチャレンジ部門）を受賞[24][25][26]。
  - 10月16日 - 川口オートレース場で開催された「創刊70周年記念　デイリースポーツ杯」（普通開催）にて、0mハンデから逃げる穴見和正を捲り切り2年5ヶ月ぶりの優勝。益春菜が持つ女子選手最多優勝記録4回（当時）に並んだ[27][28][29][30]。
  - 11月4日 - 川口オートレース場で開催された「オッズパーク杯 SG第50回日本選手権オートレース」において、自身初、女子選手史上初のSG優勝戦進出を果たすも[31]、優勝戦は8着に終わる[32]。
  - 12月31日 - 川口オートレース場で開催された「ラ・ピスタ新橋PRESENT スーパースターフェスタ2018」の第11レース『スーパースターシリーズ戦 平尾昌晃杯』（GII格、優勝賞金150万円）優勝戦にて、コンマ01のトップスタートを決めて逃げ、8周回を独走。10周戦の第12レース「スーパースター王座決定戦」をしのぐ上がり3秒339（100m平均）の自己最速タイムで女子選手最多通算5度目の優勝。女子選手によるスーパースターシリーズ戦優勝は2015年の益春菜以来3年ぶり[33][34][35][36][37][38]。
- 2019年
  - 2月18日 - JKAより「2019年度前期適用ランク」発表され「平成28年度後期適用ランク」以来のS級昇格。「順位：23」・「ランク：S23」は、自身最上位、女子選手最上位（当時）となった[39]。
  - 7月24日 - JKAより「2019年度後期適用ランク」が発表され「順位：33」・「ランク：S33」となり引き続きS級となった[40]。
  - 11月4日 - 「オッズパーク杯 SG第51回日本選手権オートレース」終了後、「SG第34回スーパースター王座決定戦」のトライアル戦に出場する選手16名が発表され、自身初、女子選手史上初となるトライアル戦出場選手に選出される[41][42]。
  - 12月27日～30日 - 川口オートレース場で開催された「ラ・ピスタ新橋PRESENT スーパースターフェスタ2019」内の「SG第34回スーパースター王座決定戦」のトライアル戦に初出場し、開催2日目（28日）に歴史的初勝利を含む[43]トライアル戦の4走を8着、1着、4着、5着とし平均得点5.00、8番目で女子選手史上初の「スーパースター王座決定戦」に進出する歴史的快挙を果たす[44][45]。
  - 12月31日 - 川口オートレース場で開催された「ラ・ピスタ新橋PRESENT スーパースターフェスタ2019」の第12レース「SG第34回スーパースター王座決定戦」に出場し、7枠からスタートで2番手に飛び出したものの「ドドド（不整振動）が来ていて、前に付いていけなかった」と、道中で後退し6着で終わる[46][47][48][49]。
- 2020年
  - 2月2日 - 伊勢崎オートレース場で開催された公営競技界初の試み「ネット限定 オッズパーク杯伊勢崎オートアフター6ナイター」の第7レース優勝戦にて1年1ヶ月3日ぶり通算6度目の優勝し、アフター6ナイター初代覇者に[50][51]。
  - 2月13日 - JKAより「2020年度前期適用ランク」が発表され引き続きS級となり、「順位：14」・「ランク：S14」は、自身最上位、女子選手最上位（当時）となった[52]。
  - 2月26日 - 山陽オートレース場で開催された「日刊スポーツ創刊70周年 GII第30回若獅子杯争奪戦」の第12レース優勝戦にて、1枠から1周1コーナーを先取りし8周回を逃げ切り、競走タイム3秒337（100m平均）の自己ベストを更新し若獅子杯初制覇。通算7度目の優勝、2016年5月「GII川口記念」以来、2度目のGII制覇となった[53][54][55]。
  - 3月31日 - テレビ埼玉の公営競技レースダイジェスト番組「BACHプラザ」内にて、その年の埼玉県内各公営競技で最も活躍した選手をファン投票で選出する「バッハプラザ賞」の「令和元年 バッハプラザ賞 オートレース部門」を受賞[56]。
  - 4月1日 - オートレース公式携帯サイト「オートレースモバイル」を運営する株式会社サイバードとオフィシャルスポンサー契約を締結[注 1][57][58]。
  - 4月19日 - 伊勢崎オートレース場で開催された「第44回 群馬テレビ杯」（普通開催）の第12レース優勝戦にて、通算8度目の優勝[59][60]。
  - 4月28日 - 飯塚オートレース場で開催された「オッズパーク杯 SG第39回オールスターオートレース」の第10レース準決勝戦にて、2着となり自身3度目のSG優勝戦進出、オールスターオートレースでの女子選手の優勝戦進出は史上初の快挙[61]。
  - 4月29日 - 飯塚オートレース場で開催された「オッズパーク杯 SG第39回オールスターオートレース」の第12レース優勝戦にて、スタートで一気に先頭を奪ったものの道中で荒尾聡らの追い上げを許して4着となった[62]。
  - 6月18日 - 川口オートレース場で開催された普通開催の初日・第9レース予選にて、勝利し通算200勝達成した[63][64]。
  - 7月22日 - JKAより「2020年度後期適用ランク」が発表され引き続きS級となり、「順位：10」・「ランク：S10」は、自身最上位、女子選手最上位となった。女子選手の全国ランクベスト10入りは史上初の快挙[65]。
  - 8月26日 - 川口オートレース場で開催された「GI第44回日刊スポーツキューポラ杯」の初日第12レース「川口No.1決定戦」にて、1着となり、11月7日に川口オートレース場で開催されるオートレース発祥70周年記念レース「オートレースNo.1決定戦」への出場を決めた[66][67][68]。
  - 11月3日 - 「オッズパーク杯 SG第52回日本選手権オートレース」終了後、「SG第35回スーパースター王座決定戦」のトライアル戦に出場する選手16名が発表され、2年連続トライアル戦出場選手に選出される[69]。
  - 12月27日～30日 - 川口オートレース場で開催された「ラ・ピスタ新橋PRESENT スーパースターフェスタ2020」内の「SG第35回スーパースター王座決定戦」のトライアル戦に出場し、開催4日目第12レースで落車したが、他落（他者の被害を受けて落車）の判定でこの日の得点はノーカウントとなり、3日目までの得点が採用されて、平均得点5.3の6位で2年連続となる「スーパースター王座決定戦」進出を決めた[70]。
  - 12月31日 - 川口オートレース場で開催された「ラ・ピスタ新橋PRESENT スーパースターフェスタ2020」の第12レース「SG第35回スーパースター王座決定戦」に出場し、スタートで3番手につけて好位を確保。中盤まで中間着で粘っていたが、終盤に後退して8着に終わる[71]。
- 2021年
  - 2月23日 - JKAより「2021年度前期適用ランク」が発表され「順位：15」・「ランク：S15」となり引き続きS級となった[72]。
  - 4月1日 - オートレース公式携帯サイト「オートレースモバイル」を運営する株式会社サイバードとオフィシャルスポンサー契約更新[注 2][73]。
  - 4月28日 - 川口オートレース場で開催された「オッズパーク杯 SG第40回オールスターオートレース」の開催4日目第9レース準決勝戦で1着入線し、オールスターオート2年連続優勝戦進出を果たす。通算5回目のSG優勝戦進出となった[74]。
  - 4月29日 - 川口オートレース場で開催された「オッズパーク杯 SG第40回オールスターオートレース」の第12レース優勝戦にて、トップスタートで先頭に立ち、ラインの内側ぎりぎりを走って逃げ態勢を築いたが、4周回3コーナーで鈴木圭一郎に逆転を許し4着に終わる[75]。
  - 8月6日 - JKAより「2021年度後期適用ランク」が発表され「順位：21」・「ランク：S21」となり引き続きS級となった[76]。
  - 11月7日 - 「オッズパーク杯 SG第53回日本選手権オートレース」終了後、「SG第36回スーパースター王座決定戦」のトライアル戦に出場する選手16名が発表され、3年連続トライアル戦出場選手に選出される[77]。
  - 12月27日～30日 - 川口オートレース場で開催された「ラ・ピスタ新橋PRESENT スーパースターフェスタ2021」内の「SG第36回スーパースター王座決定戦」のトライアル戦に出場し、トライアル戦4走全て8着となり3年連続の「スーパースター王座決定戦」進出を逃した[78]。
- 2022年
  - 2月14日 - JKAより「2022年度前期適用ランク」が発表され「順位：55」・「ランク：A7」となりS級からA級となった[79]。
  - 6月1日 - オートレース公式携帯サイト「オートレースモバイル」を運営する株式会社サイバードとオフィシャルスポンサー契約更新[注 3][80]。
  - 8月5日 - JKAより「2022年度後期適用ランク」が発表され「順位：50」・「ランク：A2」となり引き続きA級となった[81]。
  - 9月3日 - 伊勢崎オートレース場で開催された「第7回チャリロト杯」（普通開催、ナイター）にて、2020年4月19日以来、2年4か月16日ぶり通算9回目の優勝[82]。
  - 12月27日 - 川口オートレース場で開催された「ラ・ピスタ新橋PRESENT スーパースターフェスタ2022」の開催初日・第10レース「スーパースターガールズ王座決定戦」にて勝利し、4代目女王になった[83][注 4]。
- 2023年
  - 2月17日 - JKAより「2023年度前期適用ランク」が発表され「順位：14」・「ランク：S14」となり3期ぶりS級に昇格した[84][85]。
  - 4月30日 - 飯塚オートレース場で開催された「オッズパークpresents SG第42回オールスター・オートレース」優勝戦にて2着となり、佐藤自身及び女子選手SG競走最上位着となった[86]。
  - 6月18日 - 川口オートレース場で開催された「川口市営第5回2節」（普通開催、ナイター）にて、2022年9月3日以来、289日ぶり通算10回目の優勝[87]。
  - 6月29日 - 川口オートレース場で開催された「川口市営第7回1節」（普通開催）にて、通算11回目・2節連続優勝。開催初日から4日間全て1着入線の完全優勝。佐藤自身、完全優勝は初の快挙だった[88]。
  - 7月16日 - 川口オートレース場で開催された「GI第47回 日刊スポーツ キューポラ杯」開催4日目の第12レースで1着となり、通算300勝達成[89]。
  - 7月17日 - 川口オートレース場で開催された「GI第47回 日刊スポーツ キューポラ杯」開催最終日の第12レース優勝戦にて、4番手スタートから2周回1コーナーで鈴木宏和、同周回3コーナーで丸山智史とそれぞれ捌き2番手に上がり6周回1コーナーで高石光将を捌き先頭に立ち、迫る鈴木宏和を押さえ切り通算12回目の優勝。自身初、オートレース女子選手史上初GI制覇の快挙となった[90]。
  - 8月7日 - JKAより「2023年度後期適用ランク」が発表され、引き続きS級となる。「順位：6」・「ランク：S6」は、自身最上位・女子選手最上位となり、「2020年度後期適用ランク」（当時「順位：10」・「ランク：S10」）以来、全国ランクベスト10入りに返り咲いた[91]。
  - 11月5日 - 「オッズパークpresents SG第55回 日本選手権オートレース」終了後、「SG第38回スーパースター王座決定戦」のトライアル戦に出場する選手16名が発表され、2大会ぶりトライアル戦出場選手に選出される[92]。

## 選手データ（オートレース）
- プロフィール（2022年現在）
  - 選手登録 2011年7月8日
  - 身長　151.6cm
  - 体重　49.2kg
  - 血液型　B型

- 戦歴 
  - 通算優勝回数：12回（女子選手最多）
  - グレードレース（SG,GI,GII）優勝回数：3回
  - GI優勝回数：1回
  - GII優勝回数：2回

- 受賞歴
  - オートレース表彰選手
    - 特別賞：4回（2011年[93]、2012年[94]、2014年[95]、2016年[96]）
    - 平尾昌晃賞：3回（2018年[97]、2019年[98]、2020年[99]）

  - オートレース年間三賞（日刊スポーツ新聞社制定）
    - 女子特別賞：5回（2018年[100]、2019年[101]、2020年[102]、2021年[103]、2022年[104]）

  - スーパースターガールズ王座決定戦 [注 4]
    - 4代目女王（2022年12月27日）

## グレードレース戦歴
- SG戦歴
  - SG優勝回数: 0回
- GI戦歴
  - GI優勝回数: 1回
    - キューポラ杯（川口：2023年）[90]
- GII戦歴
  - GII優勝回数:2回
    - 川口記念（川口：2016年）[15][16][17]
    - 若獅子杯争奪戦（山陽：2020年）[53][55]